# Юдея і Самарія
32°06′19″ пн. ш. 35°11′24″ сх. д. / 32.105139° пн. ш. 35.189928° сх. д.
О́круг Юде́я і Сама́рія (івр. מחוז יהודה ושומרון) — один з семи адміністративних округів Ізраїлю. Територія округу зазвичай відома за межами Ізраїлю як Західний берег річки Йордан.

## Статус
Округ Юдея і Самарія належать до Центрального військового округу Армії Оборони Ізраїлю, й адміністративні рішення ухвалюються командувачем округу. Чинний командувач Центральним військовим округом, командувач ізраїльськими військами в Юдеї та Самарії — генерал-майор Ніцан Алон.
Після Арабо-ізраїльської війни (1947—1949) цей регіон знаходився під контролем Йорданії до 1967 року. У результаті перемоги Ізраїлю у Шестиденній війні контроль над ним перейшов до Ізраїлю. Згідно Резолюції 242 Ради Безпеки ООН, Ізраїль повинен піти з територій, захоплених у ході конфлікту, за умови припинення всіх взаємних претензій і виконання Резолюції та припинення стану війни. Майбутній статус регіону є ключовим чинником у поточному ізраїльсько-палестинському конфлікті. Нині це регіон Ізраїлю, населення якого зростає найбільш швидко: щорічно на 5 %.

## Історія
Поняття «Округ Юдея і Самарія» було офіційно затверджене ізраїльським урядом 1967 року, але стало повсюдно використовуватися тільки після приходу до управління країною партії Лікуд у 1977 році.
Назва «Юдея», при використанні у назві округу, відноситься до всього регіону на південь від Єрусалиму, включаючи поселення в Ґуш-Еціон і Хар-Хеврон. Область «Самарія» знаходиться з іншого боку і відноситься до всіх пунктів у всіх районах на північ від Єрусалиму.

## Адміністративні органи місцевого самоврядування
Територія поділяється на вісім військово-адміністративних регіонів: Менаше (район Дженін), Ха-Біка (долина Йордану), Шомрон (район Шихем, відомий арабською як Наблус), Ефраїм (район Тулькарм), Біньямін (Рамалла/аль-Бірех), Маккавім (район Маккавім), Еціон (район Віфлеєму) та Єгуда (район Хеврону).

### Ізраїльські поселення
| Міста                                               | Місцеві ради | Регіональні ради                                                                          |
| --------------------------------------------------- | --- | ----------------------------------------------------------------------------------------- |
| - Арієль - Бейтар-Іліт - Маалє-Адумім - Модіїн Іліт | - Алфей Менаше - Бейт-Ар'є-Офарім - Бейт Ель - Ефрат - Елкана - Гів'ат Зеєв - Хар Адар - Емануїл - Карней Шомрон - Кедумім - Кір'ят-Арба - Маале Ефраїм - Ораніт | - Бік'ат Ха-Ярден - Гуш Еціон - Гар-Хеврон - Мате Біньямін - Мегілот Мертве море - Шомрон |